# Hôpital Lariboisière

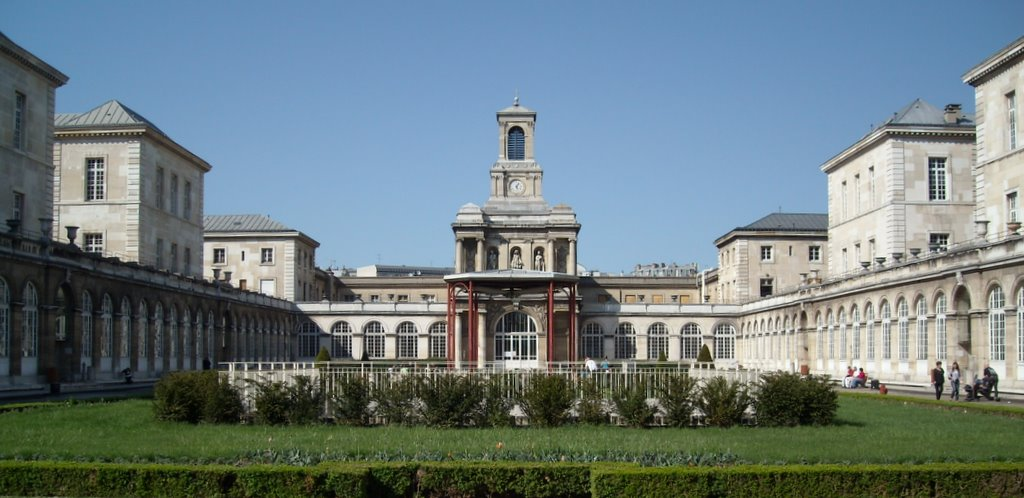
Hôpital Lariboisière

O  Hospital Lariboisière (em francês,  Hôpital Lariboisière) é um hospital de Paris, na França.
Parte do Assistance Publique – Hôpitaux de Paris e um hospital de ensino da Universidade Paris Cité, é um dos maiores hospitais da Europa.